# Zploštělec dlouhohlavý
Zploštělec dlouhohlavý (Papilloculiceps longiceps), jinak nazývaný krokodýlí ryba, je druh ryby z řádu ropušnicotvární.
Výskyt: Jedná se bentickou rybu žijící v subtropech až tropech západní části Indického oceánu. Žije v oblastech s mělkým písčitým dnem blízko korálových útesů či sutí. Vyskytuje se v hloubce 1–20 m.
Velikost: Nejčastější velikost ryby je 70 až 120 cm.
Dospělost: Pohlavní dospělost nastává mezi 4,5 a 14 lety.
Popis: Mladí jedinci jsou černě zbarvení. Dospíváním se zbarvení ryby mění na strakatě hnědé nebo zelené a šedé, což jí poskytuje skvělé maskování na písčitém podkladu. Na první pohled je krokodýlí ryba téměř neviditelná. Dokonce i zvláštní kresba v oku napomáhá rybě v maskování. Chrání se mimikry, ale i vztyčenými trny. Má dvojdílnou hřbetní ploutev, v první části je 9 až 10 tvrdých paprsků a v druhé části 11 měkkých paprsků. Krokodýlí ryba má dále velké prsní ploutve sloužící k pohybu.
Potrava: Je to dravá ryba s velkou tlamou lovící ze zálohy. Hlavní součástí jídelníčku jsou menší ryby.